# ریچارد شراک
ریچارد رویس شراک (به انگلیسی: Richard Royce Schrock) (متولد ۴ ژانویه ۱۹۴۵) شیمیدان آمریکایی و برنده جایزه نوبل شیمی است که در سال ۲۰۰۵ به‌طور مشترک به همراه رابرت گرابز و ایو چاوین «برای توسعه روش‌های تحریفی در سنتز آلی»
موفق به دریافت جایزه نوبل شیمی شد.

## زندگی‌نامه
شراک در شهر برنه، ایندیانا زاده شد او در کالیفرنیا تحصیلات خود را آغاز نمود. فارغ التحصیل دانشگاه کالیفرنیا، ریورساید است و مدرک دکترای خود را از دانشگاه هاروارد دریافت کرده‌است. او در سال ۱۹۷۵ به هیئت علمی موسسه تکنولوژی ماساچوست (MIT) پیوست و در سال ۱۹۸۰ به استاد کامل تبدیل شد.
او عضو آکادمی علوم و هنر آمریکا و هیئت نظارت دانشگاه هاروارد بوده‌است. در سال ۱۹۷۱ با «نانسی کارلسون» ازدواج کرد و دارای دو فرزند با نام‌های «اندرو» و «اریک» است. او هم‌اکنون در وینچستر، ماساچوست زندگی می‌کند.